# Ignacy Tadeuszczak
Ignacy Tadeuszczak (ur. 22 lutego 1900 w Poznaniu, zm. 4 marca 1975 tamże) – żołnierz armii niemieckiej, Wojsk Wielkopolskich, podoficer Wojska Polskiego w II Rzeczypospolitej, kawaler Orderu Virtuti Militari.

## Życiorys
Urodził się w rodzinie Jana i Michaliny ze Skulskich. 
Absolwent szkoły powszechnej i kursów elektromonterskich.
W 1917 powołany do armii niemieckiej i w jej szeregach walczył na frontach I wojny światowej.
W 1919 wstąpił do 3 pułku Strzelców Wielkopolskich i w jego składzie walczył w wojnie polsko-bolszewickiej.
W sierpniu 1920 jako goniec d-cy pułku, został wysłany z ważnym meldunkiem do II baonu 57 pp Wlkp. Ostrzeliwany, bronił się dzielnie, a kiedy zabito pod nim konia, pieszo dotarł do baonu. 
Za czyn ten odznaczony został Krzyżem Srebrnym Orderu Virtuti Militari.
Po wojnie zdemobilizowany. Pracował w różnych zawodach, często pozostawał bez pracy.
W 1939 powtórnie zmobilizowany. W kampanii wrześniowej walczył w oddziałach Armii „Poznań”.
Po wojnie pracował w Studium Wojskowym Wyższej Szkoły Ekonomicznej w Poznaniu.
Zmarł w Poznaniu, pochowany na cmentarzu Górczyńskim.
Był żonaty z Marią z Owczarczaków; córki: Bożena i Wanda.

## Ordery i odznaczenia
- Krzyż Srebrny Orderu Virtuti Militari (nr 4631)
- Krzyż Walecznych (trzykrotnie)
- Złoty Krzyż Zasługi